# 애슐리 먼로
애슐리 먼로(Ashley Monroe, 1986년 9월 10일 ~ )는 미국의 싱어송라이터이다.